# ローラ・ハービー
ローラ・ハービー (Laura Harvey、1980年5月15日 - )は、イングランド出身のサッカー指導者、元女子サッカー選手。現在はNWSLのOLレインの監督。以前はアーセナル・レディースFCやユタ・ロイヤルズFCで指揮をした。

## 来歴
イングランド中部のウォリックシャー州バルキントンに生まれ、ヌニートンにあるジョージ・エリオット・スクールに通った。父はイングランドサッカー協会やコヴェントリー・シティFCでサッカーのコーチをしていた。幼い頃からサッカーを始め、14歳から地元のコヴェントリー・シティFCのチームで、大学に進学するまで6年間プレーした。ウルヴァーハンプトン大学でスポーツ研究の学位を取得した。

## 選手経歴
ウルヴァーハンプトン・ワンダラーズW.F.Cを経て、バーミンガム・シティLFCでプレーしていたが、22歳のときに前十字靭帯を断裂し、選手としてのキャリアを終えざるをえなくなる。

## 指導者経歴

### クラブ

#### バーミンガム・シティLFC (2002–2007)
2002年にバーミンガム・シティLFCにアシスタントコーチとして指導者のキャリアをスタートさせ、2007年に監督に就任する。

#### アーセナル・レディースFC (2008–2012)
2008年、アーセナル・レディースFCのトップチームのコーチに就任。翌年、アーセナル･レディースのアカデミー･アシスタントディレクターとリザーブチームの監督にフルタイムで従事する。

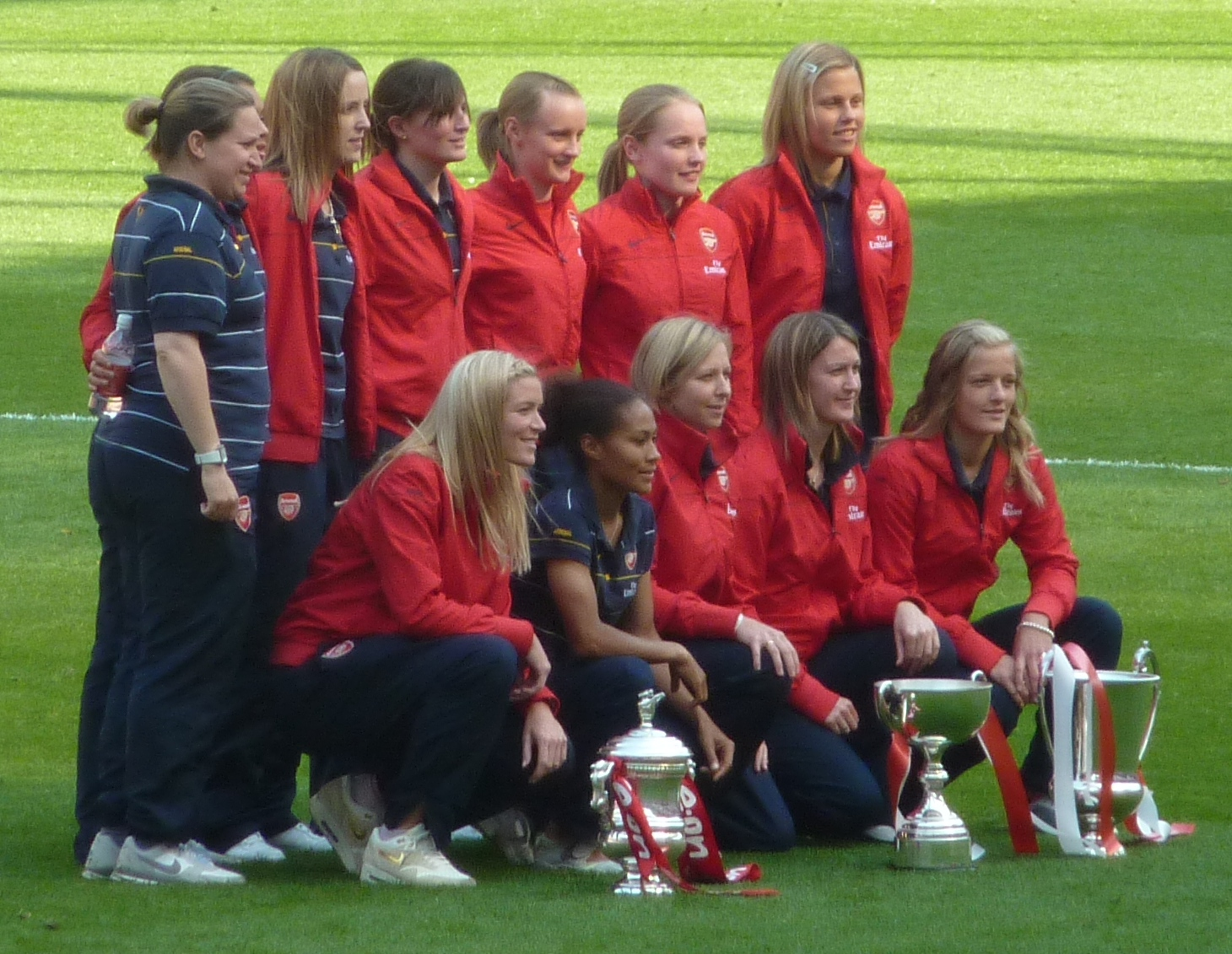
Harvey (top left) with the Arsenal LFC in 2011

2010年2月、トニー・ジャーヴィスの突然の辞任を受けて、アーセナル・レディースの監督に就任。このときハービーは「私にとって本当に名誉なことです。女子サッカーの世界で、特にイギリス国内では、アーセナル以上に素晴らしい場所はありません。サッカーのコーチになろうと思ったとき、アーセナルの監督になるということは夢であり情熱であり、考えられる限り最高のことで、私にとってこれ以上のことはありません。」と述べた。
2011年にアーセナル・レディースにリーグ、FAカップ、インターコンチネンタルカップの3冠をもたらし、FAWSLの年間最優秀監督に選ばれた。2012年に在職期間を終えるまでに、3年連続でリーグ優勝、2度のコンチネンタルカップ、一度のFA杯を獲得した。
2011年11月、東日本大震災からの復興支援を目的に武蔵丘短期大学の招待によってアーセナルLFCが行ったジャパンツアーで、監督として来日している。アーセナル・レディースは3試合のチャリティーマッチを行い、その年のなでしこリーグ王者であったINAC神戸レオネッサと1-1と引き分けたが、その後武蔵丘短期大学を5-0、日テレ・ベレーザを3-1で下した。ハービーはこのツアーについて「ツアーは素晴らしかった。ワールドカップ王者のホームに来られたこと、そして女子サッカー界でトップレベルのクラブを相手に実力を試せたことは、本当に信じられないような経験だった。滞在中は誰もが私たちを温かく歓迎してくれ、友好的に接してくれた。サポートも素晴らしかったし、試合からも多くのことを学んだわ」とコメントしている。また、この来日中に将来有望な日本人選手として大滝麻未と横山久美をアーセナルのトレーニングに招待しており、この2選手を高く評価した。

#### シアトル・レインFC (2013–2017)
2012年12月21日、アメリカで新たなプロリーグとして立ち上げられたNWSLに所属するシアトル・レインFCの新監督として就任 。2013年のプレシーズンには、シアトル・レインの監督として再び来日し、なでしこリーグのINAC神戸レオネッサ、福岡J・アンクラス、ノジマステラ神奈川相模原とプレシーズンマッチを行っている。しかし創設1年目のシアトルは、チームの主力であるアメリカ代表のGKホープ・ソロを手首の怪我、エイミー・ロドリゲスは妊娠、メーガン・ラピノーはフランスのオリンピック・リヨンにレンタル中で試合に出場できなかったため、シーズンの前半は0勝9敗1分けと厳しい船出となる。シーズン後半はソロとラピノーが復帰し、また新しく数名の選手を入れ替えたことで巻き返したものの、5勝14敗3分けの8チーム中7位でシーズンを終える。2013年8月、シアトルとの契約を2017年まで延長した。
2014年シーズン、スコットランド代表のキム・リトルや日本代表の川澄奈穂美らを補強したシアトルは開幕から16戦負けなし(13勝3敗)のリーグ記録を達成。チームはレギュラーシーズンを1位で終え、NWSLシールドを初めて獲得。プレーオフの準決勝のワシントンスピリッツを2-1で下し決勝に進出したが、決勝でカンザス・シティに1-2で敗れた 。シーズン終了後、リーグの年間最優秀監督に選出された。2014年12月、イングランドサッカー協会の最優秀監督に選ばれ、またFIFAの最優秀監督の候補にもなった。
2015年シーズン、シアトル・レインを2年連続のレギュラーシーズン1位に導く。プレーオフでワシントン・スピリッツを3-0で下したが、ポートランドで行われた決勝では昨年と同じ相手カンザス・シティに0-1でまたしても敗れた。シーズン終了後、2年連続でリーグの最優秀監督に選出された。
2016シーズン、シアトルは8勝6敗6分けの5位に終わり、2013年シーズン以来3年ぶりにプレーオフ進出を逃した。
2017シーズン、シアトルは9勝8敗7分けの5位に終わり、2年連続でプレーオフ進出を逃した。シーズン終了後、5年にわたり務めたシアトル・レインの監督とGM職を退任することが発表された。
同年11月27日、NWSLのユタ・ロイヤルズFCの初代監督に就任することが発表された。
2021年7月15日、2013年から2017年まで務めていたOLレインの監督に再び就任することが発表された。

### 代表
2005年から2011年までイングランド女子代表のU-17、U-19、U-23でアシスタントコーチを務めた。

## 受賞歴

### 監督
アーセナル・レディース (2008–2012)
- FA WSL : 2回 (2011, 2012)
- FA女子プレミアリーグ・ナショナルディヴィジョン : 2回 (2008–09、2009–10)
- FA女子カップ : 2回  (2008–09、 2010–11)
- FA WSLコンチネンタルカップ : 2回 (2011、2012)
- FA女子プレミアリーグカップ 1回 (2008–09)
- FA女子コミュニティ・シールド 1回 (2008)

 シアトル・レインFC (2013–2017)
- NWSLシールド賞(シーズン最多勝点) : 2回 (2014、2015)[32]

個人
- - FAWSL年間最優秀監督 : 1回 (2011)
  - FA年間最優秀監督 : 1回 (2014)[33]
  - NWSL年間最優秀監督 : 3回  (2014、2015、2021)

## 監督成績
| チーム                  | リーグ | 年        | 勝敗記録 | 勝敗記録 | 勝敗記録 | 勝敗記録 | 勝敗記録 |
| チーム                  | リーグ | 年        | 試合数   | 勝       | 引       | 負       | 勝率(%)  |
| ----------------------- | ------ | --------- | -------- | -------- | -------- | -------- | -------- |
| バーミンガム・シティLFC | FA WSL | 2006–2008 | 44       | 15       | 8        | 21       | 034.09   |
| アーセナルLFC           | FA WSL | 2008–2012 | 109      | 91       | 8        | 10       | 083.49   |
| シアトル・レインFC      | NWSL   | 2013–2017 | 114      | 58       | 29       | 27       | 050.88   |
| 通算                    | 通算   | 通算      | 267      | 164      | 45       | 58       | 061.42   |